# Kill Gil – první a druhý díl
Kill Gil – první a druhý díl (v anglickém originále Kill Gil, Volumes I & II) je 9. díl 18. řady (celkem 387.) amerického animovaného seriálu Simpsonovi. Scénář napsal Jeff Westbrook a díl režíroval Bob Anderson. V USA měl premiéru dne 17. prosince 2006 na stanici Fox Broadcasting Company a v Česku byl poprvé vysílán 12. října 2008 na stanici ČT2.

## Děj
Rodina Simpsonových si na krytém kluzišti užívá show Krustyho Vánoce na ledě, kde hraje Elvis Stojko. V hlavním dějství vystupují sob, cukrová hůl a sněhulák, kteří se rozčilují nad zelenou příšerou jménem Grumple, jež postupuje proti ostatním vánočním postavám a hrozí, že jim ukradne sváteční náladu. Postavy omylem zakopnou o dřevěné basketbalové hřiště a jsou rozzuřené, že je jejich představení přerušeno, a začnou se rvát s Utah Jazz, kteří se snaží rozcvičit na basketbalový zápas. Marge a děti se rozhodnou vstát a odejít a Homer je spatřen na ledové ploše, jak zápasí s Grumplem a požaduje, aby vrátil sváteční náladu. Grumple se v průběhu epizody opakovaně vrací a chce Homera zabít. 
Na Štědrý den jdou Simpsonovi do obchodního domu Costington's, kde smutná Líza sedí Santovi na klíně a vysvětluje mu, že jediný opravdový dárek, který si přála, je hrací set s Malibu Stacy, jenž je všude vyprodaný. Santa Claus, kterým je ve skutečnosti Gil Gunderson, Lízu polituje a vrátí se do skladu, kde najde náhradní hrací sadu, kterou předtím viděl. Rozradostněná Líza Gilovi poděkuje. Když Marge s dětmi vychází z obchodu, vyjde z kanceláře rozzlobený majitel obchodu pan Costington a vynadá Gilovi, že prodal hrací soupravu Malibu Stacy, kterou si odložil pro svou dceru. Když pak Gil odmítne dárek Líze vzít, pan Costington ho vyhodí. Marge a děti jsou svědky této scény a je jim Gila líto, a tak ho Marge pozve na štědrovečerní večeři. 
Po večeři doma se Gil a zbytek rodiny Simpsonových sejdou u klavíru a zpívají písničky. Po skončení se Gil zvedne a chce odejít, Marge však trvá na tom, aby zůstal přes noc, a odvolává se na to, jak je venku zima a pozdě. Gil Marginu nabídku přijímá. Na Štědrý den ráno si Gil vyzvedne věci ze skříňky v autobuse, protože předpokládá, že má v Evergreen Terrace 742 stále své místo. Gilovo slabé chování a nedostatek práce skutečně dovolí Marge, aby ho nechala nastěhovat se, a Homer je příliš rozptýlený přítomností Grumpla před domem, než aby Gilovi věnoval pozornost. 
Gil začne Simpsonovým kazit svátky. Marge mu však z pocitu viny neustále dovoluje zůstat, a to kvůli vzpomínce z dětství, kdy ji Patty a Selma nacpaly do jejího vlastního domečku pro panenky, když odmítla schovat jejich cigarety. Homerova trpělivost přeteče poté, co Marge kvůli své neschopnosti říct ne Gil vstoupí do ložnice Simpsonových při sexu Homera a Marge na Valentýna a na Den svatého Patrika přivede své přátele, aby si zazpívali a popili. Po 11 měsících Marge konečně souhlasí, že Gilovi řekne ne, a vyhodí ho. Od Barta a Lízy se dozví, že Gil dostal práci na předměstí Scottsdale v Arizoně, sbalil si věci a ještě to ráno odjel. 
Gil se nakonec stane velmi úspěšným realitním makléřem ve Scottsdale. Přestože Gil už nadobro odjel, Marge si přeje tam jet a konečně si užít to potěšení říct mu ne. Po Margině projevu hněvu vůči němu a Gilově zbabělém projevu slabosti se ostatní prodejci Gilovou zbabělostí pobaví a Gilův šéf ho na místě vyhodí. Marge je zděšená, když si uvědomí, že její potěšení říkat ne právě stálo Gila další práci. Simpsonovi se cítí provinile a nabídnou Gilovi koupi domu ve Scottsdale, aby mu umožnili udržet si práci. 
V novém domě rodiny ve Scottsdale Simpsonovi zpívají vánoční koledy a Gil hraje na klavír. Díl končí příchodem rodiny Grumpla na práh domu. Homer ji pustí dovnitř a Gil, Simpsonovi a rodina příšery pokračují v radostném zpívání koled.

## Přijetí
Dan Iverson z IGN dal dílu titulek „Nejhorší vánoční epizoda Simpsonových všech dob!“. Vysvětluje, že příběh sice nebyl špatný, ale byl pouze špatně vyprávěn, zejména oblast, kdy Gil dostane novou domácnost, nedávala žádný smysl. Píše: „Gilova dějová linie nebyla jediná věc, která nedávala smysl, protože pokračující vtip o Grumplovi dával menší smysl než většina čehokoli z této sezóny.“. Vysvětluje, že i když epizoda nebyla „úplně špatná“, měl pocit, že v ní bylo pár komediálních kousků, které seriál držely nad vodou, jako například jedinečná úvodní pasáž.

### Ocenění
V roce 2008 byla tato epizoda oceněna Cenou Sdružení amerických scenáristů v sekci animovaných filmů, kde porazila díl 19. řady Simpsonových Homer Sevillský.